# Altina
Altina (en serbe cyrillique : Алтина) est un quartier de Belgrade, la capitale de la Serbie. Il est situé dans la municipalité urbaine de Zemun. Au recensement de 2002, avec le quartier de Nova Galenika, il comptait 12 533 habitants.

## Emplacement
Altina est située au nord-ouest la ville de Belgrade proprement dite (uža teritorija grada), à 11 km du centre-ville. Le quartier est entouré par ceux de Galenika au nord, Zemun Bačka à l'est, Vojni Put I et Plavi horizonti au sud ; vers l'ouest le quartier s'étend en direction de Zemun polje. Le nord et l'est sont délimités par la route du Novosadski put, le sud par le Dobanovački put. Le Pazovački put et l'Ugrinovački put passent en son centre.

## Caractéristiques
Jusqu'au milieu des années 1990, le secteur, presque inhabité, ne comptait que quelques entrepôts. Avec les Guerres de Yougoslavie en 1991, et particulièrement après l'Opération Tempête en 1995, de nombreux réfugiés serbes venus de Croatie vinrent s'y installer, donnant naissance à plusieurs nouveaux quartiers comme Altina, Plavi Horizonti, Grmovac ou Busije. En raison de sa forte croissance démographique et de son urbanisation non planifiée, le quartier devint une sorte de bidonville. Après 2000, les routes furent pavées, les rues qui, jusque-là, étaient simplement numérotées reçurent un nom et le quartier fut desservi par les transports en commun.

## Transports
Le quartier sert de terminus à deux lignes de bus de la société GSP Beograd, les lignes 81 (Novi Beograd Pohorska – Ugrinovački put – Altina I) et 81L (Novi Beograd Pohorska – Dobanovački put – Altina I).